# IC 364
IC 364 је елиптична галаксија у сазвјежђу Бик која се налази на листи објеката дубоког неба у Индекс каталогу.
Деклинација објекта је + 3° 11' 22" а ректасцензија 4h 19m 6,6s. Привидна величина (магнитуда) објекта IC 364 износи 13,8 а фотографска магнитуда 14,8. IC 364 је још познат и под ознакама CGCG 392-20, NPM1G +03.0150, PGC 14854.